# Cardo-Torgia
Cardo-Torgia (korsisch Cardu è Turghjà) ist eine Gemeinde mit 29 Einwohnern (Stand 1. Januar 2022) auf der französischen Mittelmeerinsel Korsika. Sie gehört zum Département Corse-du-Sud, zum Arrondissement Ajaccio und zum Kanton Taravo-Ornano. Die Bewohner nennen sich Cardolais. Das Siedlungsgebiet liegt auf 420 Metern über dem Meeresspiegel.
Nachbargemeinden sind
- Grosseto-Prugna im Nordwesten,
- Santa-Maria-Siché im Norden,
- Azilone-Ampaza im Nordosten,
- Forciolo im Osten,
- Zigliara im Südosten,
- Urbalacone im Südwesten,
- Albitreccia im Westen.

## Bevölkerungsentwicklung
| Jahr      | 1962 | 1968 | 1975 | 1982 | 1990 | 1999 | 2008 | 2012 | 2020 |
| --------- | ---- | ---- | ---- | ---- | ---- | ---- | ---- | ---- | ---- |
| Einwohner | 71   | 67   | 51   | 23   | 29   | 32   | 41   | 34   | 31   |